# Метцгерія фіолетова
Метцгерія фіолетова (Metzgeria violacea) — вид печіночників родини метцгерієвих (Metzgeriaceae).

## Поширення
Батьківщиною є Європа, Африка, Азія, Північна Америка, Південна Америка.
Вид росте в місцях з високою кількістю опадів і вологістю, особливо в лісах і на узліссях, на корі листяних і рідше хвойних дерев. Дуже рідко росте на каменях. Він має невелику конкуренцію і легко обростає іншими сильнішими мохами.

## Характеристика
Утворює нещільні, зелені чи жовто-зелені, зазвичай менші клапті на стовбурах дерев. Розпростерті таломи довжиною до 1,5 см мають роздвоєні гілки, висхідні гілки звужені до верхівки і зазвичай вкриті численними дрібними живцями. Нижня сторона ребра і краї талома (звичайно рідко) вкриті волоссям, на кінчиках талому є дрібні слизові сосочки. Розмір клітин пластинки становить від 20 до 50 мікрометрів. Висушені рослини синіють після тривалого зберігання (кілька місяців). Статевий розподіл дводомний. Спорофіти розвинені дуже рідко. Поширення зазвичай відбувається через живці, які мають яйцеподібну форму і утворюються на гілках талома на верхній і нижній сторонах ребра та на клітинах пластинки.
Metzgeria violacea дуже схожа і тісно пов’язана з Metzgeria temperata. В останніх живці формуються лише на крайових клітинах пластинки, а не на ребрі; талом після тривалого зберігання стає від білуватого до жовтуватого кольору, ніколи не синіє.